# Piper relaxatum
Piper relaxatum är en pepparväxtart som beskrevs av William Trelease. Piper relaxatum ingår i släktet Piper och familjen pepparväxter. Inga underarter finns listade i Catalogue of Life.